# May el-Toukhy
May el-Toukhy, (født 17. august 1977 i Charlottenlund), er en dansk filminstruktør.

## Baggrund
el-Toukhys mor er dansker og hendes far er egypter. Hun er født i Charlottenlund og vokset op i Storkøbenhavn. Hun blev uddannet hos Den Danske Scenekunstskole i 2002, og senere som instruktør ved Den Danske Filmskole i 2009.

## Karriere
el-Toukhys spillefilminstruktørdebut var i 2015 med en kærlighedskomedie kaldt Lang historie kort.
Filmen var en ensemble fortælling med Mille Lehfeldt, Trine Dyrholm, Jens Albinus og Danica Curcic. Den blev varmt modtaget og vandt både en Robert, for bedste kvindelige birolle, og 2 Bodilpriser for bedste manuskript og bedste kvindelige hovedrolle.
el-Toukhys Dronningen fra 2019 blev overordentligt godt modtaget af danske anmeldere med seks stjerner i Filmmagasinet Ekko,
Berlingske
og af DR's Per Juul Carlsen
samt seks hjerter fra Politiken. Den har derudover også vundet flere priser, bl.a. publikumprisen på Sundance filmfestival.

## Filmografi
| Titel               | År   | Funktion                     | Kategori          |
| ------------------- | ---- | ---------------------------- | ----------------- |
| Stereo              | 2001 | Instruktion, Manus           | DK/Kort Fiktion   |
| 5 Hjerteslag        | 2003 | Instruktion                  | Antologi          |
| Min velsignede bror | 2003 | Instruktion, Manus, Foto     | DK/Dokumentarfilm |
| Mors Dag            | 2005 | Instruktion, Producer, Manus | DK/Kort Fiktion   |
| Camping             | 2009 | 2. Instruktøras Assistent    | DK/Spillefilm     |
| Stykke for Stykke   | 2009 | Instruktion, Manus           | DK/Kort Fiktion   |
| Borgen 1            | 2010 | Instruktørens Assistent      | TV-serie          |
| Lang historie kort  | 2015 | Instruktion, Manus           | DK/Spillefilm     |
| Arvingerne 3        | 2017 | Instruktion                  | TV-serie          |
| Herrens Veje 1      | 2017 | Instruktion                  | TV-serie          |
| Dronningen          | 2019 | Instruktion, Manus           | DK/Spillefilm     |